# Reevesia
Reevesia – rodzaj drzew z rodziny ślazowatych. Obejmuje 21–25 gatunków. Występują one głównie w Azji Południowo-Wschodniej – na Półwyspie Indochińskim, w Nepalu, w południowych i wschodnich Chinach kontynentalnych i na Tajwanie. Dwa gatunki obecne są w Ameryce Centralnej – we wschodnim Meksyku i Nikaragui. Rosną w lasach i w skalistych dolinach, przy czym zwraca uwagę to, że często na stanowiskach swych występują w postaci pojedynczych okazów. Rośliny te rzadko są uprawiane, choć uznawane są za bardzo ozdobne.
Nazwa rodzaju upamiętnia Johna Reevesa (1774–1856), pracownika Kompanii Wschodnioindyjskiej, który żyjąc od 1812 roku w Makau i Kantonie przesłał wiele chińskich roślin i ich rycin botanicznych do Królewskiego Towarzystwa Ogrodniczego (ang. Royal Horticultural Society) w Londynie.

## Morfologia
PokrójDrzewa, zwykle niewielkie – osiągające do 10 m wysokości, rzadko krzewy.
LiścieZimozielone, skrętoległe i pojedyncze, ogonkowe. Blaszka całobrzega, rzadziej drobno piłkowana, naga do gęsto owłosionej (włoski gwiazdkowate).
KwiatyZebrane w obfite, wiechowate kwiatostany, zwykle baldachowato spłaszczone. Kwiaty są obupłciowe, szypułkowe, promieniste lub słabo grzbieciste. Działki kielicha nierównej długości, w liczbie od 3 do 5, rzadko 6 są one u dołu zrośnięte. Płatki korony białe, czasem żółte lub różowe, z paznokciem. Pręciki i zalążnia wyniesione są na długim androgynoforze. Pręciki w liczbie 15 zrośnięte są po 3 w 5 grup, z nitkami zrośniętymi w rurkę obejmującą zalążnię, z pylnikami siedzącymi, skupionymi w gęstą główkę. Zalążnia pięciokomorowa z dwoma zalążkami w każdej z komór, zwieńczona siedzącym, pięcioramiennym znamieniem.
OwoceDrewniejące i owłosione torebki, pękające 10 klapami. Zawierają nasiona nagie i oskrzydlone.

## Systematyka
Pozycja systematyczna
W systemach APG z XXI wieku i końca XX jest to rodzaj z plemienia Helictereae i podrodziny Helicteroideae w obrębie ślazowatych Malvaceae. W dawniejszych systemach klasyfikacyjnych rodzaj umieszczany był w rodzinie zatwarowatych Sterculiaceae.
Wykaz gatunków
- Reevesia botingensis H.H.Hsue
- Reevesia clarkii (Monach. & Moldenke) S.L.Solheim ex Dorr
- Reevesia formosana Sprague
- Reevesia gagnepainiana Tardieu
- Reevesia glaucophylla H.H.Hsue
- Reevesia lancifolia H.L.Li
- Reevesia lofouensis Chun & H.H.Hsue
- Reevesia longipetiolata Merr. & Chun
- Reevesia lumlingensis H.H.Hsue ex S.J.Xu
- Reevesia macrocarpa H.L.Li
- Reevesia orbicularifolia H.H.Hsue
- Reevesia parvifolia H.H.Hsue
- Reevesia pubescens Mast.
- Reevesia pycnantha Y.Ling
- Reevesia rotundifolia Chun
- Reevesia rubronervia H.H.Hsue
- Reevesia shangszeensis H.H.Hsue
- Reevesia thyrsoidea Lindl.
- Reevesia tomentosa H.L.Li
- Reevesia wallichii R.Br.
- Reevesia yersinii A.Chev. ex Tardieu